# Marc Bouchkov
Marc Bouchkov (* 1991 in Montpellier) ist ein belgischer Violinist.

## Leben und Wirken

### Familie und Ausbildung
Bouchkov stammt aus einer Musikerfamilie mit russischen Vorfahren, er ist der Sohn des Geigers und Dirigenten Evgeny Bouchkov und der Geigerin Alissa Vaitsner. Seinen ersten Geigenunterricht erhielt Bouchkov im Alter von fünf Jahren bei seinem Großvater Mattis Vaitsner und ab 2001 bei Claire Bernard am Conservatoire de Lyon. Ab 2007 studierte er am Pariser Konservatorium bei Boris Garlitsky, bei dem er 2012 seine Studien an der Folkwang Universität der Künste fortsetzte. Außerdem studierte er an der Kronberg Academy und absolvierte verschiedene Meisterkurse. Er ist Preisträger mehrerer internationaler Wettbewerbe, darunter der Tschaikowski-Wettbewerb und der Concours Reine Elisabeth.

### Musikalische Laufbahn
Bouchkov entfaltete eine internationale Karriere und trat in renommierten Konzerthäusern auf. Als Solist konzertierte er mit Orchestern wie zum Beispiel dem Concertgebouw-Orchester, dem Orchestre national de Belgique, dem Orchestre Philharmonique Royal de Liège, den Brüsseler Philharmonikern, dem Orchester des Mariinski-Theaters und den Moskauer Philharmonikern, dem Tonhalle-Orchester Zürich, dem Stavanger Symphony Orchestra, den Hamburger Symphonikern, den Münchner Philharmonikern, dem Staatsorchester Rheinische Philharmonie sowie verschiedenen Rundfunksinfonie-Orchester, darunter das hr-Sinfonieorchester, NDR Sinfonieorchester oder das Orchestra Sinfonica Nazionale RAI in Turin. Dabei spielte er unter Leitung von unter anderem Christian Arming, Andrei Boreiko, Lionel Bringuier, Christoph Eschenbach, Waleri Gergijew, Mariss Jansons, James Judd, Stanislav Kochanovsky, Dmitry Liss, Michael Sanderling, Maxim Vengerov und Nikolaj Znaider.
Er gastierte zudem bei internationalen Festivals, so beim Verbier Festival, Festival Internacional de Santander, Schubertiade Hohenems und Schwarzenberg, Heidelberger Frühling, Montpellier Festival oder beim Internationalen Kammermusikfestival in Jerusalem. Als Kammermusiker arbeitete er zum Beispiel mit Mischa Maisky, Mikhail Pletnjow, Lahav Shani, Ivan Monighetti, Elisso Wirsaladse Behzod Abduraimov und Kian Soltani zusammen.
Bouchkovs Repertoire ist breit gefächert und reicht von Werken des musikalischen Barock bis hin zu Werken von Komponisten des 20. Jahrhunderts.
Sein Album Harmonia Nova #2 mit Georgiy Dubko am Klavier (Harmonia Mundi), das zwei Uraufführungen von Kompositionen Eugène Ysaÿes sowie zwei Kompositionen von Bouchkov beinhaltet, wurde mit einem Diapason d’or und einem Diapason Découverte ausgezeichnet und für die International Classical Music Awards 2018 nominiert.

### Lehrtätigkeit
Bochkov lehrte von 2017 bis 2019 als künstlerischer Assistent an der Kronberg Academy. Seit 2017 wirkt er als Professor am Conservatoire royal de Liège und als Dozent an der Internationalen Musikakademie Liechtenstein.

### Instrumente
Bouchkov spielt auf einer Violine der Geigenbauer Michelangelo und Carlo Bergonzi aus den 1740er Jahren, die ihm als Leihgabe zur Verfügung gestellt wird.

## Preise (Auswahl)
- 2008: 1. Preis beim Concours International pour Violon Henri Koch[4]
- 2012: Preisträger beim Concours Reine Elisabeth[12]
- 2013: 1. Preis beim Concours musical international de Montréal[13]
- 2016: London Music Masters Award[10]
- 2019: 2. Preis/Silbermedaille beim Tschaikowski-Wettbewerb[14]

## Diskografie
- Marc Bouchkov live at the Queen Elisabeth Competition 2012. Werke von W. A. Mozart, L. van Beethoven und Eugène Ysaÿe (BPN Paribas; 2012)
- Harmonia Nova #2. Mit Georgiy Dubko, Klavier. Werke von Eugène Ysaÿe, Ernest Chausson, Marc Bouchkov (Harmonia Mundi; 2017)
- Igor Raykhelson: Piano and Chamber Musik, Volume two. Mit Ekaterina Astashova, Andrei Usov, Alexander Kniazev, Konstantin Lifschitz (Toccata Classics; 2019)
- Mendelssohn: Works for Violin and Piano. Mit Claire Huangci, Kammerorchester Basel, Dirigent: Howard Griffiths (Berlin Classics; 2022)